# Arrènes

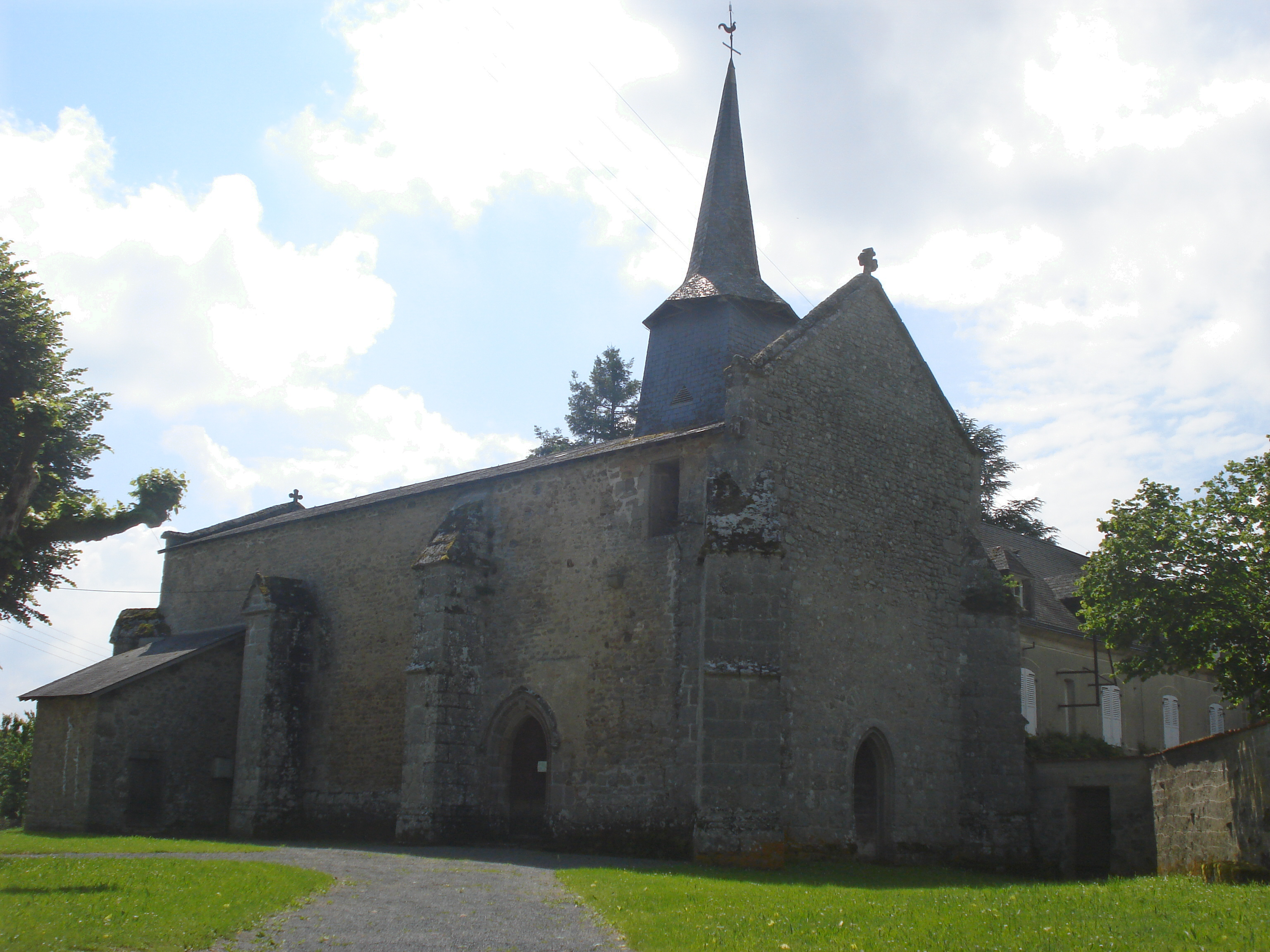
Kościół w Arrènes (2008)

Arrènes – miejscowość i gmina we Francji, w regionie Nowa Akwitania, w departamencie Creuse.
Według danych na rok 1990 gminę zamieszkiwało 269 osób, a gęstość zaludnienia wynosiła 12 osób/km² (wśród 747 gmin Limousin Arrènes plasuje się na 378. miejscu pod względem liczby ludności, natomiast pod względem powierzchni na miejscu 294.).

## Populacja

Populacja Arrènesw latach 1962–2008